# وسام الاستحقاق الدستوري
وسام الاستحقاق الدستوري هو نظام استحقاق مدني تم إنشاؤه بموجب مرسوم ملكي في 18 نوفمبر 1988. ويمنح هذا الأمر أولئك الذين نفذوا أنشطة في خدمة الدستور الإسباني وقيمه ومبادئه الراسخة. قد يتم منحه للأشخاص والمجموعات سواء العامة أو الخاصة الإسبانية أو الأجنبية. يتم التعامل مع المستلمين بلقب سعادة.

## المظهر
للوسام ميدالية بيضاوية مميزة، مصنوعة من الفضة الإسترليني مطلية بالذهب. الوجه هو شعار إسبانيا على خلفية زرقاء والأسطورة الاستحقاق الدستوري. تتدلى وسام الاستحقاق الدستوري من شريط حريري مقسم بالتساوي إلى جزأين أحمر وأصفر. يتدلى وسام الاستحقاق الدستوري من خيط حريري ملتوي من الأحمر والأصفر. تُمنح المجموعات والمنظمات وسام الشرف مع شارات الأمر.